# رودخانه نوسیولو
رودخانه نوسیولو (به لاتین: Nosivolo River) یک رود در ماداگاسکار است که در ماداگاسکار واقع شده‌است.